# European League maschile 2014
L'European League di pallavolo maschile 2014 si è svolta dal 6 giugno al 26 luglio 2014: al torneo hanno partecipato dieci squadre nazionali europee e la vittoria finale è andata per la prima volta al Montenegro.

## Regolamento

### Formula
Le squadre hanno disputato una prima fase a gironi con formula del girone all'italiana con ogni gara giocata due volte; al termine della prima fase, le prime due classificate di ogni gironi hanno acceduto alla fase finale strutturata in semifinali e finale, entrambe giocate con gare di andata e ritorno (nella fase finale, coi punteggi di 3-0 e 3-1 sono stati assegnati 3 punti alla squadra vincente e 0 a quella perdente, col punteggio di 3-2 sono stati assegnati 2 punti alla squadra vincente e 1 a quella perdente; in caso di parità di punti dopo le due partite è stato disputato un golden set).

### Criteri di classifica
Se il risultato finale è stato di 3-0 o 3-1 sono stati assegnati 3 punti alla squadra vincente e 0 a quella sconfitta, se il risultato finale è stato di 3-2 sono stati assegnati 2 punti alla squadra vincente e 1 a quella sconfitta.
L'ordine del posizionamento in classifica è stato definito in base a:
- Punti;
- Ratio dei set vinti/persi;
- Ratio dei punti realizzati/subiti;
- Risultati degli scontri diretti.

## Squadre partecipanti
| Squadra     | Qualificazione | Ultima partecipazione |
| ----------- | -------------- | --------------------- |
| Austria     | Wild card      | European League 2013  |
| Azerbaigian | Wild card      | Debutto               |
| Danimarca   | Wild card      | European League 2013  |
| Grecia      | Wild card      | European League 2012  |
| Macedonia   | Wild card      | Debutto               |
| Montenegro  | Wild card      | European League 2013  |
| Polonia     | Wild card      | Debutto               |
| Romania     | Wild card      | European League 2012  |
| Slovenia    | Wild card      | European League 2011  |
| Turchia     | Wild card      | European League 2013  |

## Torneo

### Fase a gironi
| Girone A    | Girone B  |
| ----------- | --------- |
| Azerbaigian | Austria   |
| Grecia      | Danimarca |
| Montenegro  | Macedonia |
| Polonia     | Slovenia  |
| Romania     | Turchia   |

#### Girone A

##### Risultati
| 6 giugno 2014 Hala Sportowa Milicz, Milicz Durata: 1h:49 - Spettatori: 930            | Polonia     | 2 - 3 | Montenegro  | 12-25, 25-21, 17-25, 26-24, 10-15 |
| 8 giugno 2014 Hala WS Aqua Zdroj, Wałbrzych Durata: 1h:46 - Spettatori: 2 200         | Polonia     | 1 - 3 | Montenegro  | 25-27, 25-23, 14-25, 20-25        |
| 6 giugno 2014 Sala Polivalentă Oltenia, Craiova Durata: 1h:22 - Spettatori: 2 000     | Romania     | 0 - 3 | Grecia      | 20-25, 23-25, 20-25               |
| 7 giugno 2014 Sala Polivalentă Oltenia, Craiova Durata: 2h:05 - Spettatori: 700       | Romania     | 3 - 2 | Grecia      | 25-18, 22-25, 23-25, 25-16, 16-14 |
| 13 giugno 2014 Neapolis National Sports Hall, Larissa Durata: 1h:40 - Spettatori: 500 | Grecia      | 3 - 1 | Polonia     | 25-22, 25-22, 20-25, 25-22        |
| 15 giugno 2014 Neapolis National Sports Hall, Larissa Durata: 1h:40 - Spettatori: 800 | Grecia      | 1 - 3 | Polonia     | 20-25, 25-21, 17-25, 21-25        |
| 14 giugno 2014 A.Y.S. Sport Hall, Baku Durata: 1h:37 - Spettatori: 120                | Azerbaigian | 1 - 3 | Romania     | 16-25, 18-25, 27-25, 18-25        |
| 15 giugno 2014 A.Y.S. Sport Hall, Baku Durata: 1h:47 - Spettatori: 70                 | Azerbaigian | 1 - 3 | Romania     | 23-25, 24-26, 25-23, 20-25        |
| 20 giugno 2014 Sala Polivalentă Oltenia, Craiova Durata: 1h:40 - Spettatori: 500      | Romania     | 3 - 1 | Montenegro  | 20-25, 25-20, 25-22, 25-18        |
| 21 giugno 2014 Sala Polivalentă Oltenia, Craiova Durata: 1h:48 - Spettatori: 500      | Romania     | 1 - 3 | Montenegro  | 25-23, 23-25, 19-25, 21-25        |
| 20 giugno 2014 X.A.N. - Y.M.C.A., Salonicco Durata: 2h:02 - Spettatori: 500           | Grecia      | 3 - 2 | Azerbaigian | 25-15, 26-28, 22-25, 25-17, 15-10 |
| 21 giugno 2014 X.A.N. - Y.M.C.A., Salonicco Durata: 1h:56 - Spettatori: 600           | Grecia      | 3 - 1 | Azerbaigian | 25-17, 23-25, 25-20, 25-16        |
| 28 giugno 2014 Mediteranski Sportski Centar, Budua Durata: 1h:17 - Spettatori: 100    | Montenegro  | 3 - 0 | Azerbaigian | 25-17, 25-23, 25-18               |
| 29 giugno 2014 Mediteranski Sportski Centar, Budua Durata: 1h:14 - Spettatori: 120    | Montenegro  | 3 - 0 | Azerbaigian | 25-17, 25-21, 25-19               |
| 28 giugno 2014 Orlen Arena, Płock Durata: 2h:18 - Spettatori: 1 100                   | Polonia     | 2 - 3 | Romania     | 22-25, 32-30, 20-25, 27-25, 12-15 |
| 29 giugno 2014 Orlen Arena, Płock Durata: 1h:43 - Spettatori: 950                     | Polonia     | 3 - 1 | Romania     | 22-25, 25-21, 25-16, 25-22        |
| 5 luglio 2014 Mediteranski Sportski Centar, Budua Durata: 1h:24 - Spettatori: 250     | Montenegro  | 3 - 0 | Grecia      | 25-20, 25-18, 29-27               |
| 6 luglio 2014 Mediteranski Sportski Centar, Budua Durata: 1h:56 - Spettatori: 200     | Montenegro  | 1 - 3 | Grecia      | 25-19, 19-25, 24-26, 23-25        |
| 4 luglio 2014 A.Y.S. Sport Hall, Baku Durata: 1h:57 - Spettatori: 100                 | Azerbaigian | 2 - 3 | Polonia     | 21-25, 20-25, 25-20, 29-27, 12-15 |
| 5 luglio 2014 A.Y.S. Sport Hall, Baku Durata: 1h:04 - Spettatori: 85                  | Azerbaigian | 0 - 3 | Polonia     | 16-25, 14-25, 21-25               |

##### Classifica
| Pos | Squadra     | Pt | G | V | P | SV | SP | Ratio | PF  | PS  | Ratio |
| --- | ----------- | -- | - | - | - | -- | -- | ----- | --- | --- | ----- |
| 1   | Montenegro  | 17 | 8 | 6 | 2 | 20 | 10 | 2.000 | 713 | 632 | 1.128 |
| 2   | Grecia      | 15 | 8 | 5 | 3 | 18 | 14 | 1.286 | 722 | 704 | 1.026 |
| 3   | Romania     | 13 | 8 | 5 | 3 | 17 | 16 | 1.063 | 760 | 737 | 1.031 |
| 4   | Polonia     | 13 | 8 | 4 | 4 | 18 | 16 | 1.125 | 758 | 750 | 1.011 |
| 5   | Azerbaigian | 2  | 8 | 0 | 8 | 7  | 24 | 0.292 | 617 | 747 | 0.826 |

#### Girone B

##### Risultati
| 10 giugno 2014 Kongres og Idrætscenter, Roskilde Durata: 1h:18 - Spettatori: 270       | Danimarca | 0 - 3 | Slovenia  | 13-25, 15-25, 18-25              |
| 11 giugno 2014 Kongres og Idrætscenter, Roskilde Durata: 1h:13 - Spettatori: 360       | Danimarca | 0 - 3 | Slovenia  | 20-25, 17-25, 11-25              |
| 5 giugno 2014 Eishalle, Graz Durata: 1h:43 - Spettatori: 800                           | Austria   | 1 - 3 | Macedonia | 18-25, 25-21, 14-25, 20-25       |
| 6 giugno 2014 Eishalle, Graz Durata: 1h:54 - Spettatori: 600                           | Austria   | 1 - 3 | Macedonia | 26-24, 23-25, 19-25, 23-25       |
| 13 giugno 2014 Park Strumica, Strumica Durata: 2h:00 - Spettatori: 1 000               | Macedonia | 3 - 2 | Danimarca | 25-17, 21-25, 25-21, 21-25, 15-8 |
| 14 giugno 2014 Park Strumica, Strumica Durata: 1h:15 - Spettatori: 1 100               | Macedonia | 3 - 0 | Danimarca | 25-15, 25-20, 25-22              |
| 14 giugno 2014 Atatürk Sports Hall, Smirne Durata: 1h:46 - Spettatori: 850             | Turchia   | 3 - 1 | Austria   | 22-25, 25-23, 25-19, 25-17       |
| 15 giugno 2014 Atatürk Sports Hall, Smirne Durata: 1h:29 - Spettatori: 425             | Turchia   | 0 - 3 | Austria   | 25-27, 22-25, 21-25              |
| 19 giugno 2014 Budocenter, Vienna Durata: 1h:17 - Spettatori: 270                      | Austria   | 0 - 3 | Slovenia  | 23-25, 15-25, 16-25              |
| 20 giugno 2014 Budocenter, Vienna Durata: 1h:26 - Spettatori: 150                      | Austria   | 0 - 3 | Slovenia  | 21-25, 22-25, 21-25              |
| 21 giugno 2014 Boris Trajkovski, Skopje Durata: 1h:48 - Spettatori: 1 100              | Macedonia | 3 - 1 | Turchia   | 25-21, 25-18, 21-25, 25-20       |
| 22 giugno 2014 Boris Trajkovski, Skopje Durata: 1h:14 - Spettatori: 1 000              | Macedonia | 3 - 0 | Turchia   | 25-18, 25-19, 25-20              |
| 27 giugno 2014 Sportna Dvorana Ljudski, Maribor Durata: 1h:27 - Spettatori: 250        | Slovenia  | 3 - 0 | Turchia   | 25-22, 25-23, 25-17              |
| 28 giugno 2014 Sportna Dvorana Ljudski, Maribor Durata: 1h:30 - Spettatori: 250        | Slovenia  | 3 - 0 | Turchia   | 25-18, 26-24, 25-20              |
| 28 giugno 2014 Sportscenter Ikast, Ikast-Brande Durata: 1h:47 - Spettatori: 430        | Danimarca | 1 - 3 | Austria   | 20-25, 22-25, 27-25, 14-25       |
| 29 giugno 2014 Sportscenter Ikast, Ikast-Brande Durata: 1h:17 - Spettatori: 620        | Danimarca | 0 - 3 | Austria   | 21-25, 16-25, 23-25              |
| 5 luglio 2014 Sportna Dvorana Ljudski, Maribor Durata: 1h:54 - Spettatori: 300         | Slovenia  | 3 - 1 | Macedonia | 25-19, 25-17, 23-25, 25-22       |
| 6 luglio 2014 Sportna Dvorana Ljudski, Maribor Durata: 1h:59 - Spettatori: 250         | Slovenia  | 1 - 3 | Macedonia | 21-25, 28-26, 26-28, 20-25       |
| 5 luglio 2014 Amiral Orhan Aydin Sports Hall, Marmaris Durata: 1h:17 - Spettatori: 650 | Turchia   | 3 - 0 | Danimarca | 25-21, 25-14, 25-15              |
| 6 luglio 2014 Amiral Orhan Aydin Sports Hall, Marmaris Durata: 1h:16 - Spettatori: 600 | Turchia   | 3 - 0 | Danimarca | 25-17, 25-14, 25-22              |

##### Classifica
| Pos | Squadra   | Pt | G | V | P | SV | SP | Ratio | PF  | PS  | Ratio |
| --- | --------- | -- | - | - | - | -- | -- | ----- | --- | --- | ----- |
| 1   | Slovenia  | 21 | 8 | 7 | 1 | 22 | 4  | 5.500 | 644 | 523 | 1.231 |
| 2   | Macedonia | 20 | 8 | 7 | 1 | 22 | 9  | 2.444 | 735 | 655 | 1.122 |
| 3   | Austria   | 9  | 8 | 3 | 5 | 12 | 16 | 0.750 | 622 | 653 | 0.953 |
| 4   | Turchia   | 9  | 8 | 3 | 5 | 10 | 16 | 0.625 | 580 | 586 | 0.990 |
| 5   | Danimarca | 1  | 8 | 0 | 8 | 3  | 24 | 0.125 | 493 | 657 | 0.750 |

### Fase finale
|  | Semifinali | Semifinali | Semifinali | Semifinali | Semifinali |  |  | Finale     | Finale     | Finale | Finale | Finale |  |
|  |            |            |            |            |            |  |  |            |            |        |        |        |  |
|  | 1A         | Montenegro | 1          | 3          | 4          |  |  |            |            |        |        |        |  |
|  | 2B         | Macedonia  | 3          | 1          | 4          |  |  | Montenegro | Montenegro | 3      | 3      | 6      |  |
|  | 1B         | Slovenia   | 3          | 1          | 4          |  |  | Grecia     | Grecia     | 2      | 1      | 3      |  |
|  | 2A         | Grecia     | 2          | 3          | 5          |  |  |            |            |        |        |        |  |

#### Semifinali

##### Andata
| 10 luglio 2014 Boris Trajkovski, Skopje Durata: 1h:51 - Spettatori: 1 600         | Macedonia | 3 - 1 | Montenegro | 25-23, 25-22, 21-25, 25-20        |
| 12 luglio 2014 Municipal Sports Center, Salonicco Durata: 2h:16 - Spettatori: 450 | Grecia    | 2 - 3 | Slovenia   | 25-19, 26-28, 22-25, 25-23, 11-15 |

##### Ritorno
| 16 luglio 2014 Mediteranski Sportski Centar, Budua Durata: 1h:58 - Spettatori: 450 | Montenegro | 3 - 1 | Macedonia | 25-21, 13-25, 25-22, 25-23 Golden set: 15-12 |
| 16 luglio 2014 Sportna Dvorana Ljudski, Maribor Durata: 1h:59 - Spettatori: 550    | Slovenia   | 1 - 3 | Grecia    | 21-25, 18-25, 25-22, 22-25                   |

#### Finale

##### Andata
| 23 luglio 2014 Municipal Sports Center, Salonicco Durata: 2h:18 - Spettatori: 2 200 | Grecia | 2 - 3 | Montenegro | 18-25, 25-22, 25-19, 23-25, 6-15 |

##### Ritorno
| 26 luglio 2014 Mediteranski Sportski Centar, Budua Durata: 1h:55 - Spettatori: 1 000 | Montenegro | 3 - 1 | Grecia | 22-25, 25-18, 25-18, 25-21 |

## Classifica finale
| Pos | Squadra     | Rosa |
| --- | ----------- | --- |
|     | Montenegro  | Formazione: 1 Minić, 2 Dabović, 3 Babić, 4 G. Ćuk, 5 Strugar, 6 Ćaćić, 8 Lakčević, 10 Radunović, 11 B. Ćuk, 13 Medenica, 16 Vukašinović, 17 Ječmenica, 18 Ćulafić, CT: Boškan |
|     | Grecia      | Formazione: 1 Papaggelopoulos, 2 Đurić, 3 Papadopoulos, 5 Filippov, 7 Stefanou, 8 Stivachtīs, 9 Kokkinakīs, 10 Prōtopsaltīs, 11 Tzioumakas, 12 Efraimidīs, 13 Takouridis, 14 Pelekoudas, 15 Koumentakīs, 17 Dalakouras, 18 Kanellos, 19 Zīsīs, 22 Aggelopoulos, 24 Palentzas, CT: Drikos |
| 3   | Macedonia   | Formazione: 1 Angelovski, 2 Ǵ. Ǵorǵiev, 4 N. Ǵorǵiev, 5 Milev, 6 Despotovski, 8 Ljaftov, 9 Simovski, 10 Klopčeski, 13 Nikolov, 15 Karanoviḱ, 17 Ǵorǵevski, 18 Mihailov, CT: Ristoski |
| 3   | Slovenia    | Formazione: 3 Planinc, 5 Šket, 6 Gasparini, 8 Plot, 10 Mijatović, 11 Koncilja, 12 Klobučar, 13 Kovačič, 14 Pokeršnik, 16 Ropret, 17 Urnaut, 18 Čebulj, 19 Jereb, 20 Pavlovič, 21 Štern, 22 Kozamernik, CT: Slabe                                                                         |
| 5   | Austria     | Formazione: 1 Kroiss, 3 Wohlfahrtstätter, 5 Postl, 6 Ringseis, 7 Rössl, 9 Zass, 10 Menner, 11 Ertl, 12 Berger, 14 Thaller, 15 Frühbauer, 17 Blagojević, 18 Tröthann, 19 Swoboda, 20 Unterberger, CT: Warm                                                                                |
| 5   | Romania     | Formazione: 1 Mocanu, 2 Tebies, 3 Matei, 4 Olteanu, 5 Mihalcea, 6 Mărieş, 7 Dumitrache, 9 Bala, 10 Bartha, 11 Lică, 12 Borota, 13 Dinca, 15 Georgescu, 16 Aciobăniţei, 19 Cherbeleata, 20 Vologa, CT: Pascu                                                                              |
| 7   | Polonia     | Formazione: 1 Nowakowski, 3 Żurek, 4 Stępień, 6 Kaczyński, 7 Wachnik, 8 Bołądź, 9 Muzaj, 10 Filip, 13 Kędzierski, 14 Stolc, 15 Bieniek, 16 Hain, 18 Dryja, 21 Kowalski, CT: Kowal |
| 7   | Turchia     | Formazione: 1 Koç, 2 Hazırol, 3 Gökgöz, 4 Toy, 5 Fırıncıoğlu, 7 Güngör, 8 Aslan, 9 Çapkınoğlu, 10 Polat, 12 Güneş, 13 Savaş, 16 Emet, 17 Yenipazar, 18 Minici, 20 Çevikel, 21 Karakaya, 22 Siratca, CT: Tavacı                                                                           |
| 9   | Azerbaigian | Formazione: 1 Bayramov, 2 Həsənli, 3 Süleymanov, 5 Kutukov, 6 Allahverdiyev, 7 Abdullayev, 8 Kovalenko, 9 Səmədov, 10 Obodnikov, 11 Əliyev, 12 Cəlalov, 13 Çervyakov, CT: Silie |
| 9   | Danimarca   | Formazione: 1 Jensen, 2 Knudsen, 3 Bitsch, 4 Varming, 6 Mørkeberg Sørensen, 7 Thomsen, 8 Jacobsen, 9 Özari, 10 Møllgaard, 11 Hjøllund, 15 Bonnesen, 16 Sørensen, 17 Nielsen, 18 Huss, 20 Pedersen, CT: Trolle                                                                            |

|  |  | Qualificata alla World League 2015 |